# Fürstentum Tschernigow
Das Fürstentum Tschernigow (ukrainisch Чернігівське князівство, russisch Черниговское княжество) war ein Teilfürstentum der Kiewer Rus mit der Hauptstadt Tschernigow. Das Fürstentum entstand 1024 in Sewerien und wurde im Folgenden zu einem der politisch und wirtschaftlich bedeutendsten Bestandteile des Reiches. Die Fürsten von Tschernigow kämpften mehrfach um die Kiewer Großfürstenwürde, während die Herrschaft über Tschernigow in der Machthierarchie der Rurikiden lange Zeit die Angesehenste nach Kiew war.

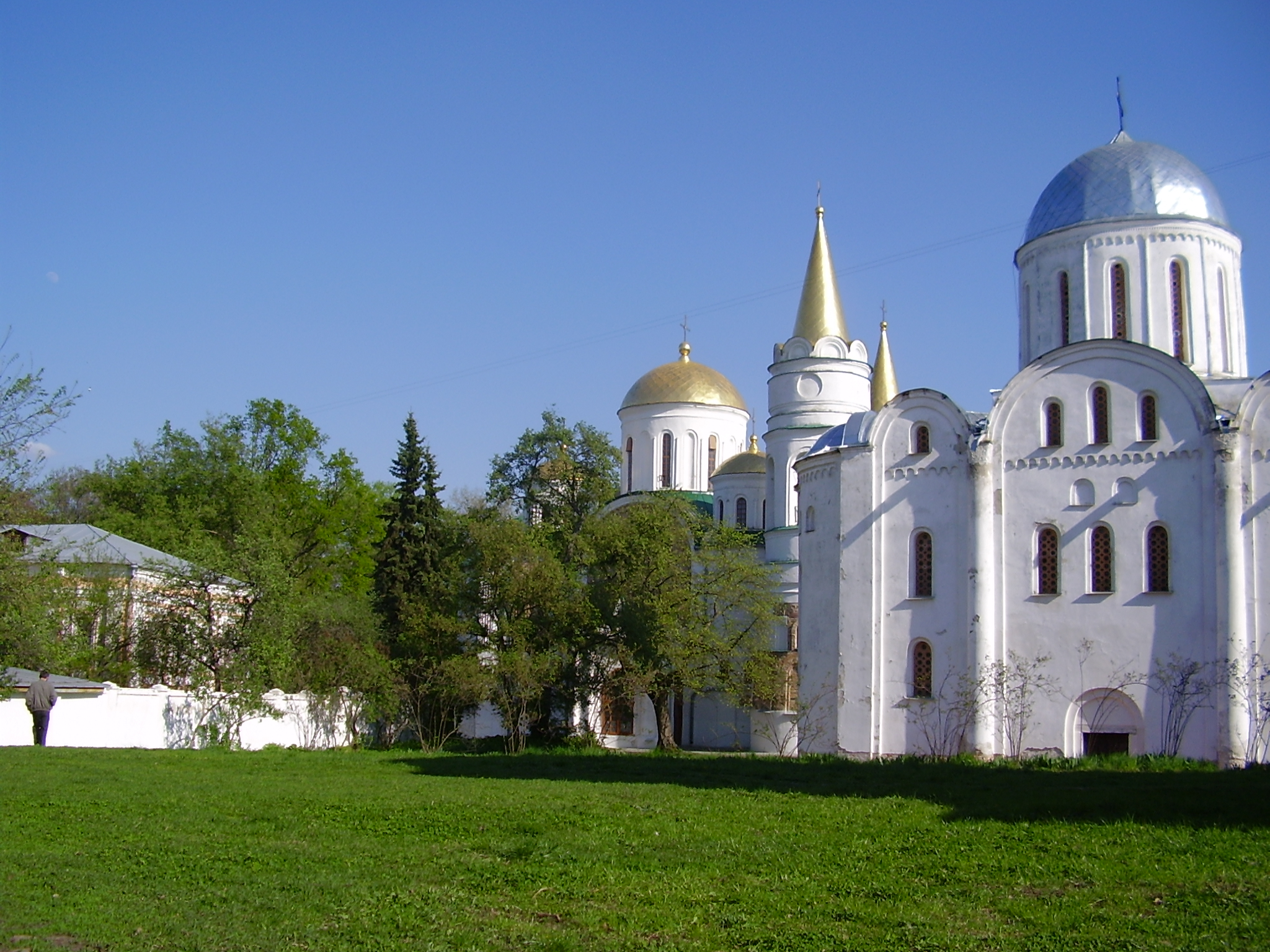
Boris-und-Gleb-Kathedrale, erbaut 1097 bis 1123

Zu Beginn seiner Existenz umfasste das Fürstentum ein weitläufiges Territorium überwiegend östlich des Dneprs. Sein Herrschaftsbereich erstreckte sich bis nach Murom und Rjasan im Nordosten und bis zum „Wilden Feld“ im Südosten. Zu den wichtigen Städten des Fürstentums gehörten Nowgorod-Sewerski, Starodub, Brjansk, Putywl, Kursk, Gluchow und Gomel.
Im Jahre 1097 lösten sich ein eigenständiges Fürstentum Sewerien sowie das Fürstentum Murom-Rjasan aus dem Fürstentum Tschernigow heraus.
Der Niedergang des Fürstentums setzte im Jahr 1239 ein, als es im Zuge der mongolischen Invasion der Rus verwüstet wurde. Nach dem Tod des Fürsten Michail von Tschernigow im Jahr 1246 spaltete es sich in mehrere kleinere Fürstentümer Brjansk, Nowosil, Karatschew und Tarussa. Das von den Mongolen zerstörte Tschernigow, lange Zeit eine der größten Städte in der ganzen Rus, konnte die Funktionen der Hauptstadt nicht mehr erfüllen, so dass diese nach Brjansk verlegt wurde. Im 14. Jahrhundert folgten weitere Spaltungen (siehe Obere-Oka-Fürstentümer). Im Folgenden gelangten die Gebiete des einst einheitlichen Fürstentums Tschernigow in den Einflussbereich des Großfürstentums Litauen. Am Ende des 15. Jahrhunderts liefen viele orthodoxe Adlige mit ihren Ländereien zum Großfürstentum Moskau über, nachdem sie in Litauen immer mehr vom Katholizismus bedrängt worden waren. Dies war die Ursache für die ersten Russisch-Litauischen Kriege. Die vielen Nachfahren der Fürsten von Tschernigow stellten im Zarentum Russland und später im Russischen Kaiserreich einen bedeutenden Teil des Hochadels. Unter ihnen waren Fürstenhäuser Worotynski, Trubezkoi, Obolenski, Wolkonski, Jelezki, Odojewski, Mossalski, Barjatinski, Dolgorukow, Repnin und andere.

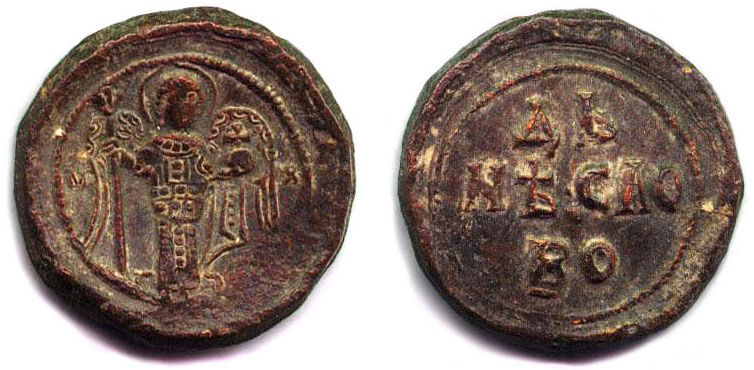
Siegel von Fürst Oleg I. von Tschernigow 1094

## Neuere Forschung und aktuelle Bedeutung
Jüngste archäologische und historische Forschungen haben die Bedeutung des Fürstentums Tschernigow für die Herausbildung mittelalterlicher Städte und politischer Strukturen im östlichen Europa weiter gestärkt. Im Jahr 2024 wurde in Tschernihiw und Umgebung das 1.000-jährige Bestehen der lokalen Fürstendynastie mit internationalen wissenschaftlichen Foren und archäologischen Ausstellungen begangen. Ebenfalls im Fokus der Forschung steht das kulturelle Erbe des Fürstentums, dessen Bauwerke und Nekropolen als Teil des UNESCO-Welterbes diskutiert werden.
Der Einfluss der Tschernigower Fürstenhäuser wie Worotynski, Trubezkoi oder Wolkonski wird weiterhin in wissenschaftlichen Publikationen beleuchtet, insbesondere im Hinblick auf deren Rolle in der polnischen, litauischen und russischen Geschichte.

## Fürsten von Tschernigow
| Mstislav von Tschernigow                    | 1024–1036            |
| Jaroslaw der Weise (als Großfürst von Kiew) | 1036–1054            |
| Swjatoslaw II.                              | 1054–1073            |
| Wsewolod I.                                 | 1073–1076            |
| Wladimir Monomach                           | 1076–1077            |
| Boris Wjatscheslawitsch                     | 1077                 |
| Wsewolod I.                                 | 1077–1078            |
| Oleg I. von Tschernigow                     | 1078                 |
| Wladimir Monomach                           | 1078–1094            |
| Oleg I. von Tschernigow                     | 1094–1097            |
| David Swjatoslawitsch                       | 1097–1123            |
| Konstantin von Murom                        | 1123–1126            |
| Wsewolod II.                                | 1126–1139            |
| Wladimir Dawidowitsch                       | 1139–1151            |
| Isjaslaw III.                               | 1151–1154            |
| Swjatoslaw Olgowitsch                       | 1157–1164            |
| Oleg Swjatoslawitsch                        | 1164                 |
| Swjatoslaw III. von Kiew                    | 1164–1177            |
| Jaroslaw II.                                | 1176–1198            |
| Igor Swjatoslawitsch                        | 1198–1201/1202       |
| Oleg III. Swjatoslawitsch                   | 1201/1202–1204       |
| Wsewolod IV. von Kiew                       | 1204–1206/1208       |
| Gleb I. Swjatoslawitsch                     | 1206/1208– 1215/1220 |
| Mstislaw II. Swjatoslawitsch                | 1215/1220–1223       |
| Michael von Tschernigow                     | 1223–1235            |
| Mstislaw III. Glebowitsch                   | 1235–1239/1241       |
| Rostislaw I. Michailowitsch                 | 1241–1242            |
| Michael von Tschernigow                     | 1242–1246            |